# شلی (کارولینای شمالی)
شلی (به انگلیسی: Schley) یک منطقهٔ مسکونی در ایالات متحده آمریکا است که در شهرستان اورنج، کارولینای شمالی واقع شده‌است. شلی ۱۷۸٫۰۱ متر بالاتر از سطح دریا واقع شده‌است.